# メモワーズ・オブ・ア・マッドマン
『メモワーズ・オブ・マッドマン』 (Memoirs of a Madman)は2014年に発表したベスト・アルバムである。

## 概要
本作はオジー・オズボーンが1980年に『ブリザード・オブ・オズ〜血塗られた英雄伝説』でソロ・デビューしてから35周年を迎えるに当たり、制作されたベスト・アルバムである。デビュー作から直近の最新作『スクリーム』までの全アルバムからシングル・カットされた曲などの代表曲を収録している。また17曲目に収録されている「パラノイド」のライヴ音源は2010年のiTunesフェスティバルに出演した際のものである。
本作と同タイトルの映像作品も同日に発表されている。

## 収録曲
| #         | タイトル                                                                     | 作詞・作曲                                                     | オリジナル・アルバム                       | 時間  |
| --------- | ---------------------------------------------------------------------------- | -------------------------------------------------------------- | ------------------------------------------ | ----- |
| 1.        | 「クレイジー・トレイン - "Crazy Train"」                                     | オジー・オズボーン、ランディ・ローズ、ボブ・デイズリー         | ブリザード・オブ・オズ〜血塗られた英雄伝説 | 4:51  |
| 2.        | 「死の番人 - "Mr. Crowley"」                                                 | オズボーン、ローズ、デイズリー                                 | ブリザード・オブ・オズ〜血塗られた英雄伝説 | 4:56  |
| 3.        | 「フライング・ハイ・アゲイン - "Flying High Again"」                         | オズボーン、ローズ、デイズリー、リー・カースレイク             | ダイアリー・オブ・ア・マッドマン           | 4:43  |
| 4.        | 「オーヴァー・ザ・マウンテン - "Over the Mountain"」                         | オズボーン、ローズ、デイズリー、カースレイク                   | ダイアリー・オブ・ア・マッドマン           | 4:32  |
| 5.        | 「月に吠える - "Bark at the Moon"」                                          | オズボーン                                                     | 月に吠える                                 | 4:17  |
| 6.        | 「罪と罰 - "The Ultimate Sin"」                                              | オズボーン、デイズリー、ジェイク・E・リー                      | 罪と罰                                     | 3:45  |
| 7.        | 「ミラクル・マン - "Miracle Man"」                                           | オズボーン、ザック・ワイルド、デイズリー                       | ノー・レスト・フォー・ザ・ウィケッド       | 3:44  |
| 8.        | 「ノー・モア・ティアーズ - "No More Tears (Edit)"」                          | オズボーン、ワイルド、ランディ・カスティロ                     | ノー・モア・ティアーズ                     | 5:55  |
| 9.        | 「ママ、アイム・カミング・ホーム - "Mama, I'm Coming Home (Album Version)"」 | オズボーン、ワイルド、レミー・キルミスター                     | ノー・モア・ティアーズ                     | 4:12  |
| 10.       | 「ロード・トゥ・ノーホェア - "Road to Nowhere (Album Version)"」             | オズボーン、ワイルド、カスティロ                               | ノー・モア・ティアーズ                     | 5:10  |
| 11.       | 「ペリー・メイソン - "Perry Mason"」                                         | オズボーン、ワイルド、ジョン・パーデル                         | オズモシス                                 | 5:53  |
| 12.       | 「アイ・ジャスト・ウォント・ユー - "I Just Want You"」                       | オズボーン、ジム・ヴァランス                                   | オズモシス                                 | 4:55  |
| 13.       | 「ゲッツ・ミー・スルー - "Gets Me Through"」                                 | オズボーン、ティム・パーマー                                   | ダウン・トゥ・アースて                     | 5:06  |
| 14.       | 「チェンジズ（with ケリー・オズボーン） - "Changes (Album Version)"」        | トニー・アイオミ、ギーザー・バトラー、オズボーン、ビル・ワード | プリンス・オブ・ダークネス                 | 4:09  |
| 15.       | 「アイ・ドント・ワナ・ストップ - "I Don't Wanna Stop"」                      | オズボーン、ワイルド、ケヴィン・チャーコ                       | ブラック・レイン                           | 4:02  |
| 16.       | 「レット・ミー・ヒア・ユー・スクリーム - "Let Me Hear You Scream"」          | オズボーン、チャーコ                                           | スクリーム                                 | 3:27  |
| 17.       | 「パラノイド (ライヴ) - "Paranoid [Live]"」                                  | アイオミ、バトラー、オズボーン、ワード                         | 未発表音源                                 | 4:18  |
| 合計時間: | 合計時間:                                                                    | 合計時間:                                                      | 合計時間:                                  | 77:56 |